# Kirche Magelsen

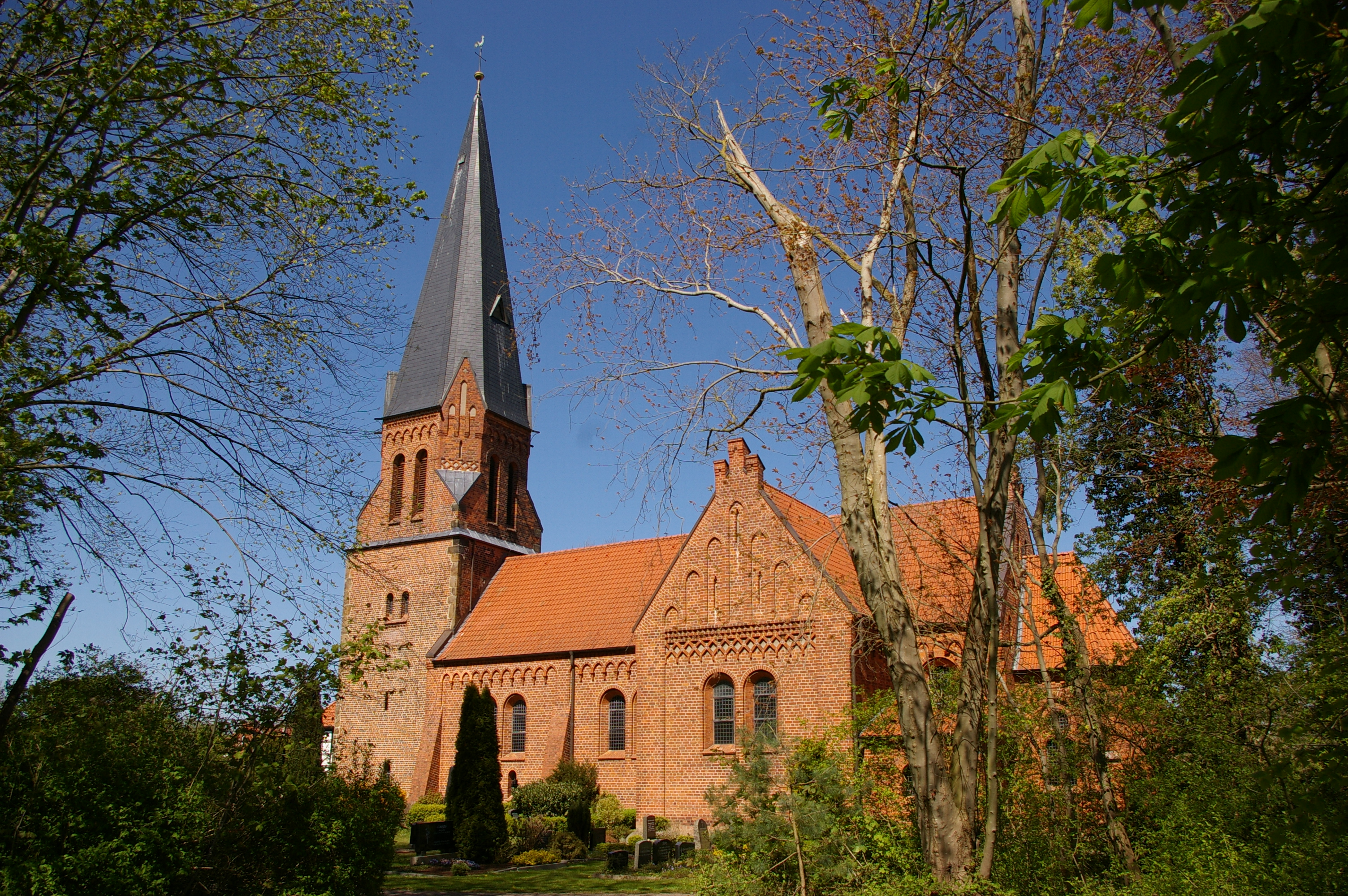
Kirche Magelsen

Die evangelisch-lutherische, denkmalgeschützte Kirche Magelsen steht in Magelsen, einem Ortsteil der Gemeinde Hilgermissen in der Samtgemeinde Grafschaft Hoya im Landkreis Nienburg/Weser in Niedersachsen. Die Kirchengemeinde gehört zum Kirchenkreis Syke-Hoya im Sprengel Osnabrück der Evangelisch-lutherischen Landeskirche Hannovers.

## Geschichte
Magelsen wurde erstmals in einer Urkunde von Papst Calixt II. 1124 erwähnt. Der romanische Kirchturm wurde wohl im 12. Jahrhundert gebaut. Ein Pastor an der Pfarrkirche ist 1378 belegt. Mitte der 1520er Jahre wurde die Reformation eingeführt. Erster ev. Pastor in Magelsen war vermutlich Johann Beldingius bzw. von der Mollen (amt. etwa 1525 oder 1535–1573). 1808 brannte der Kirchturm nach einem Blitzeinschlag aus und wurde erneuert. 1892 wurden die alte Kirche und der Turm schwer beschädigt.
Seit 1974 sind die Kirchengemeinden Eitzendorf und Magelsen pfarramtlich verbunden; Sitz des Pfarramts ist Eitzendorf. 2007 trat die Kirchengemeinde Wechold dem Pfarrverbund mit einer  Pfarrstelle bei.
Das benachbarte denkmalgeschützte Küsterhaus in Fachwerk stammt von 1815.

## Architektur
Die neuromanische Kreuzkirche aus Backsteinen wurde nach dem Brand 1892 nach Plänen von Otto Bollweg neu gebaut. An den mächtigen Kirchturm aus dem 12. Jahrhundert im Westen schließt sich das Langhaus an, das von einem Querschiff gekreuzt wird. An den Chor ist eine Apsis mit polygonalem Abschluss angebaut. Das Langhaus steht auf der alten Gründung. Seine Wände werden von Strebepfeilern gestützt. Der untere Teil des im Kern romanischen Turms, der mit einem Fries endet und mit Ecksteinen versehen ist, wurde beibehalten. Darauf folgt ein Geschoss mit den Klangarkaden, in dem sich der Glockenstuhl befindet. Auf ihm sitzt ein schiefergedeckter, achtseitiger, spitzer Helm. Die Wände des Langhauses und des Turms enden mit einem Bogenfries. Die Arme des Querschiffs haben Staffelgiebel.

## Ausstattung
Zur Kirchenausstattung gehören der 1895 gestiftete Altar, ein von mandorlaartigem Eisenwerk gerahmtes Kruzifix, ein barocker Taufengel und ein in den Chor integriertes Sakramentshaus von 1522. Außerdem sind noch Reste eines barocken Altars vorhanden.

## Orgel
Die Orgel mit 8 Registern, verteilt auf ein Manual und Pedal, wurde 1897 von Friedrich Becker in Hannover erbaut und 2010 von Jörg Bente restauriert.
Die Orgel besaß nach dem Kostenanschlag vom 16. Februar 1897 folgende Disposition:
| I. Manual C–f3 |            |    |
| 1.             | Principal  | 8′ |
| 2.             | Gambe      | 8′ |
| 3.             | Gedact     | 8′ |
| 4.             | Oktave     | 4′ |
| 5.             | Mixtur III |    |

| Pedal C–d1 |              |     |
| 6.         | Subbaß       | 16′ |
| 7.         | Principalbaß | 08′ |

- Koppeln: I/P